# Ommatius sinuatus
Ommatius sinuatus là một loài ruồi trong họ Asilidae. Ommatius sinuatus được Scarbrough & Marascia & Hill miêu tả năm 2003. Loài này phân bố ở vùng nhiệt đới châu Phi.